# Quid deinde fit?
Quid deinde fit?, letteralmente Che accade poi?, è una locuzione latina posta come domanda retorica in forma impersonale e presente storico.
La locuzione è tratta da un'orazione di Marco Tullio Cicerone, in difesa di Publio Quinzio e viene usata, dopo una necessaria premessa, a spiegare fatti successivi sotto una luce diversa dall'opinione presumibilmente sin lì accettata.